# 房地产泡沫
房地产泡沫是一个周期性的全球或区域性不动产泡沫经济。其表现为快速的房地产增值，最后价格到了相对收入太高的一个位置，房地产泡沫一般产生于土地繁荣之后。土地繁荣是指住宅等房地产的市场价格迅速上升，直到达到不可持续的水平，然后下降。在崩盘前的这段时间就被称为房地产泡沫。关于房地产泡沫是否可以被识别和预防，以及它们是否具有更广泛的宏观经济意义，各经济思想学派有不同的回答。

## 房市指數
1. 住宅負擔能力指數（Housing affordability index）測量國民家庭購買住宅的財務能力的一項指數。
2. 房屋貸款負擔比率（Housing debt measures）評估購屋負擔能力的指標。中華民國政府房價負擔能力指標有二：貸款負擔率和房價所得比。[3]
3. Housing ownership and rent measures
4. Housing price indices

## 歷史上房市泡沫的國家

### 美國
- 次貸危機

### 日本
- 平成經濟大蕭條

### 中国
- 1992年—1993年海南房地产泡沫
- 2023年恆大債務危機、碧桂園亏损

## 房屋貸款
美國發生房市泡沫時，國家的房市貸款額非常之高，這跟美國次級貸款政策有關，因為次級貸款的關係，增加了大量的人民去貸款，也讓投機主義者有機可乘，投機住宅房地產早已被認為是美國次貸危機的一個促進因素。2005年邁阿密新建的房屋，85%的房屋銷售業績來自於投機者。

## 相關
- 泡沫經濟
- 炒樓
- 公告現值